# Portunus
Cet article concerne le dieu romain. Pour le genre de crabes, voir Portunus (crustacé).

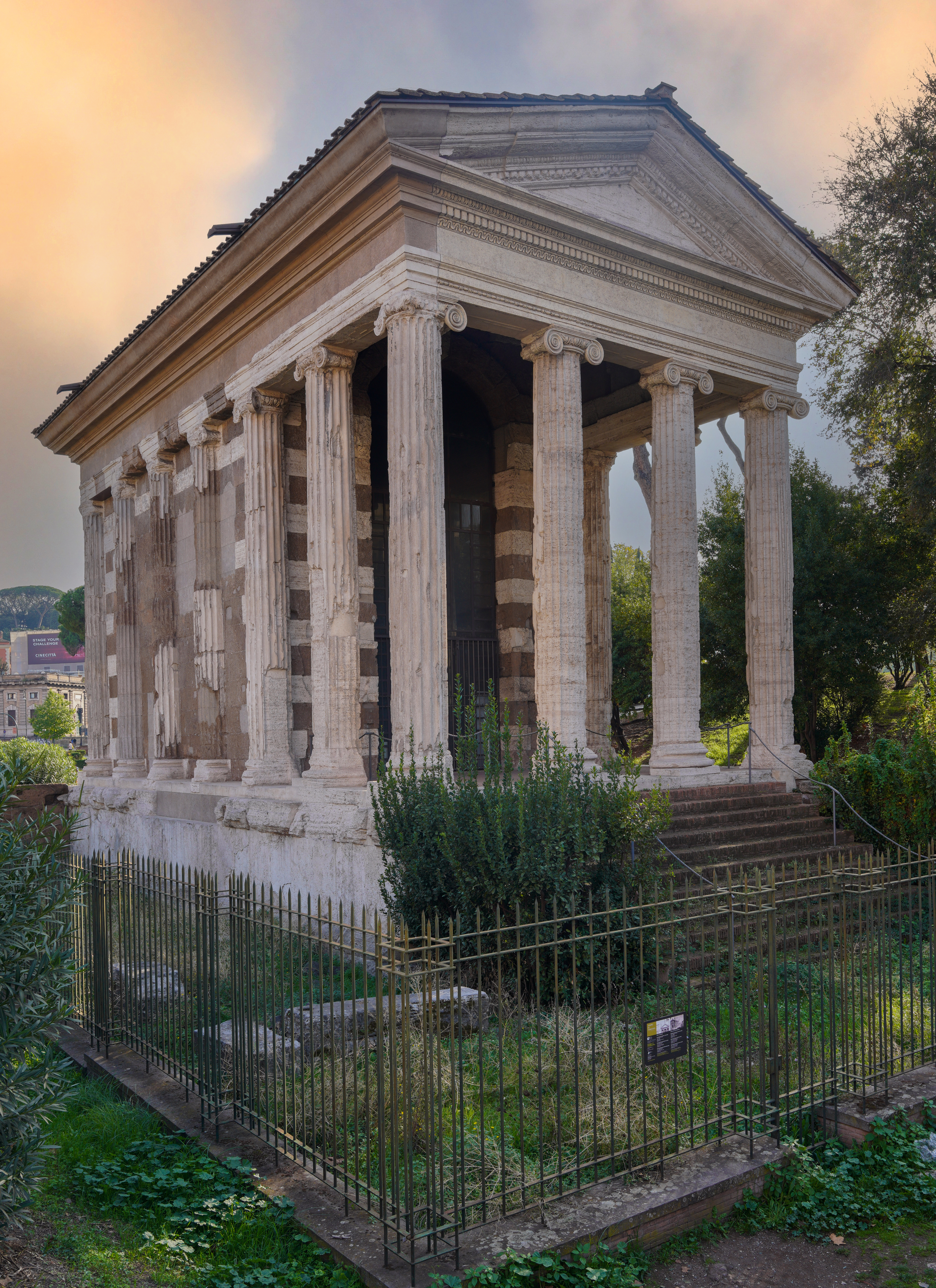
Temple de Portunus à Rome

Dans la mythologie romaine, Portunus (appelé aussi Portunes) était le dieu des Portes et des Clés, protecteur des entrepôts de blé des bords du Tibre. Son attribut est une clé. On l'associe parfois au dieu grec Mélicerte (ou Palémon) et il hérite donc également du titre de dieu des ports et des navigateurs.
L'étymologie de son nom signifie « celui du Port, du Passage ».
Le temple de Portunus (également appelé à tort, de la Renaissance au début du 20e siècle, temple de la Fortune Virile) est situé près du Forum Boarium. Les fêtes en son honneur sont les Portunalia, célébrées le 17 août, à l'occasion desquelles on jetait des clés dans le feu pour se protéger de la malchance.